# مايك رينولدز
مايك رينولدز (بالإنجليزية: Mike Reynolds)‏ هو كاتب سيناريو وممثل أمريكي، ولد في 1929.

## وصلات خارجية
- مايك رينولدز على موقع IMDb (الإنجليزية)
- مايك رينولدز على موقع قاعدة بيانات الفيلم (الإنجليزية)